# Alliance of Women Film Journalists EDA Awards 2019
12. ročník Alliance of Women Film Journalists EDA Awards se konal dne 10. ledna 2020. Nominace byly zveřejněny 20. prosince 2019.

## Vítězové a nominovaní

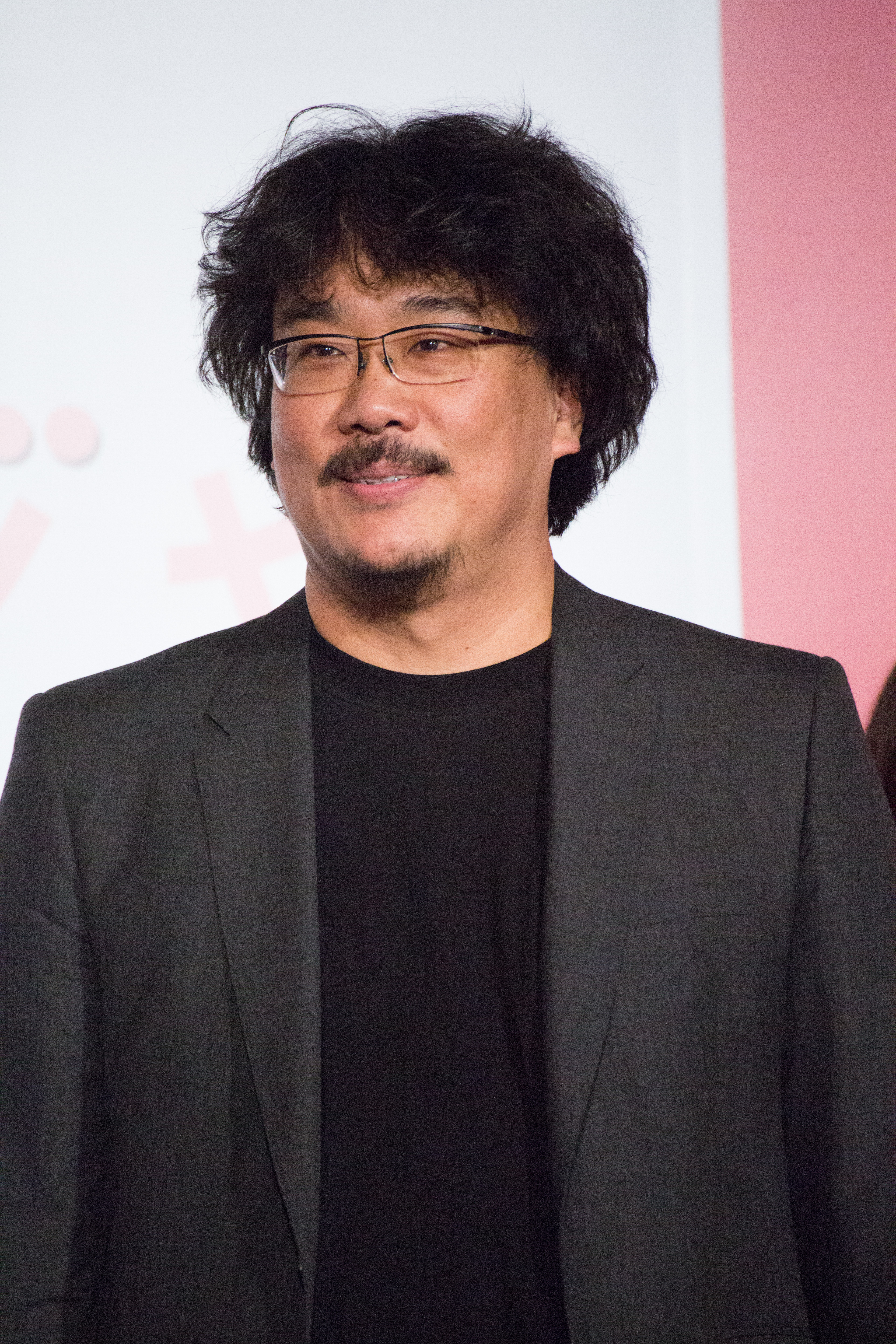
Pon Džun-ho, vítěz v kategorii nejlepší režisér Parazit

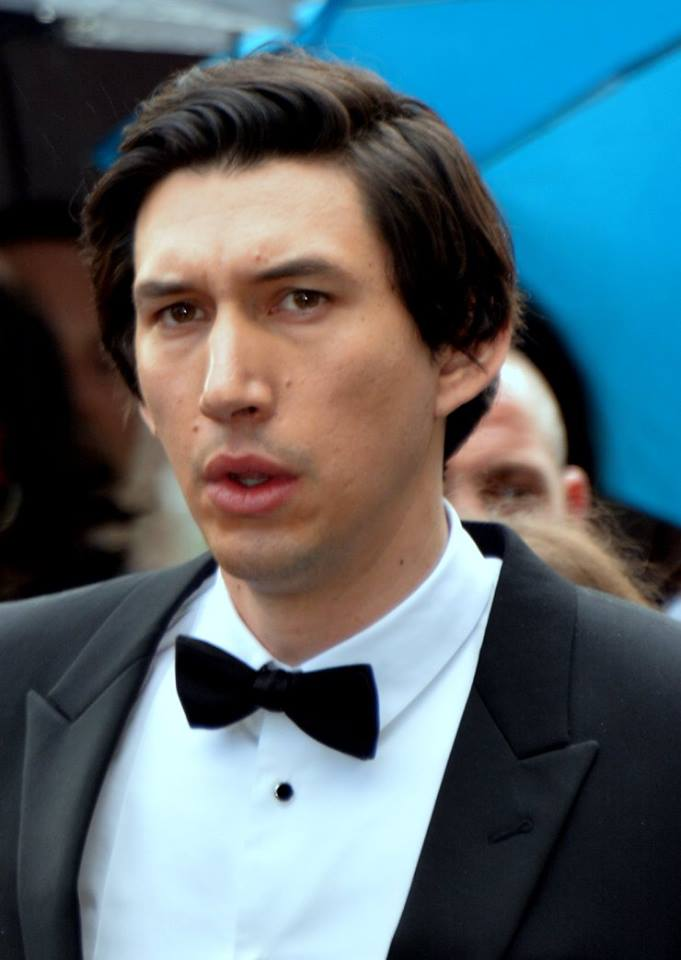
Adam Driver, vítěz v kategorii nejlepší mužský herecký výkon v hlavní roli za výkon ve filmu Manželská historie

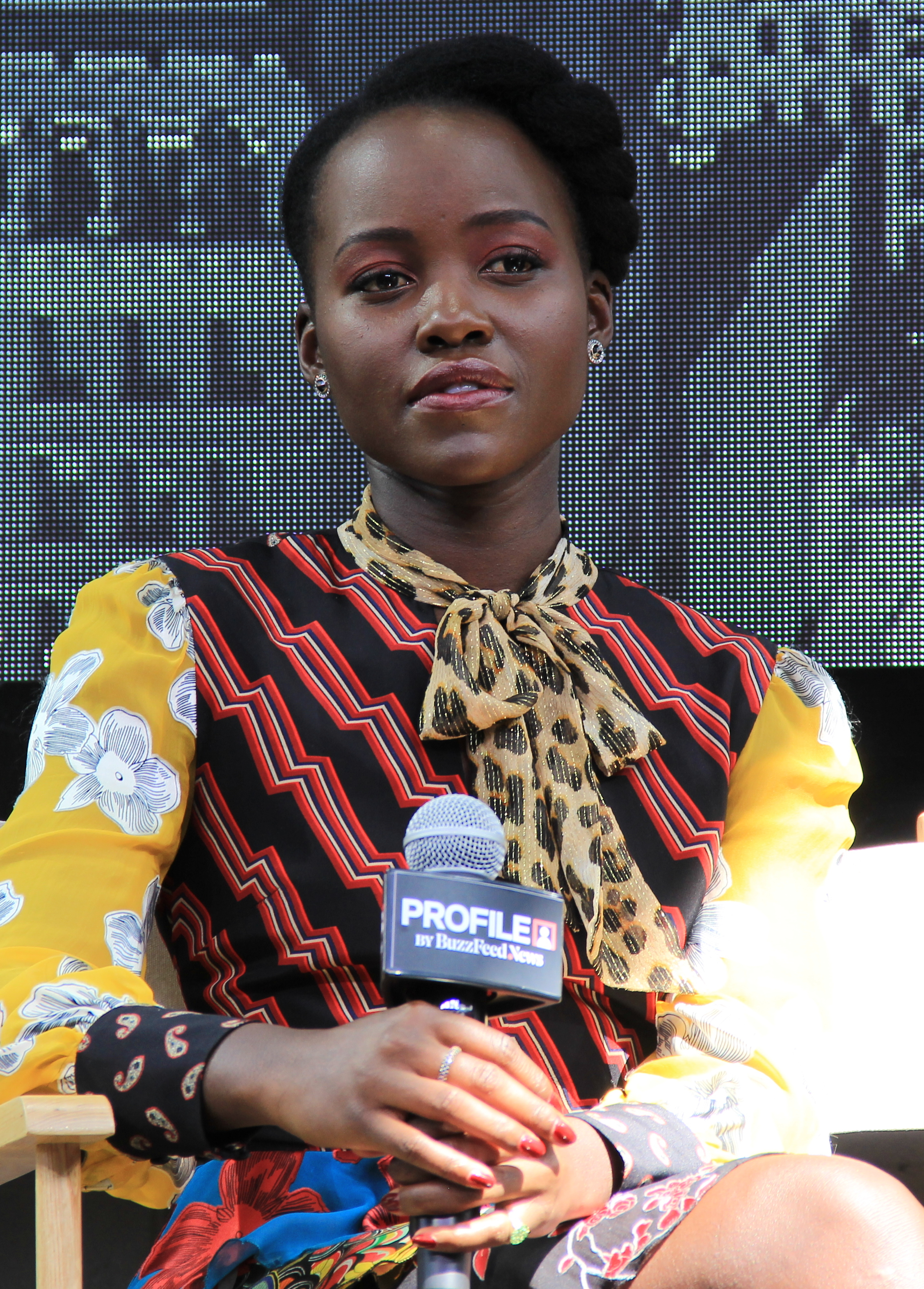
Lupita Nyong'o, vítězka v kategorii nejlepší ženský herecký výkon v hlavní roli za výkon ve filmu My

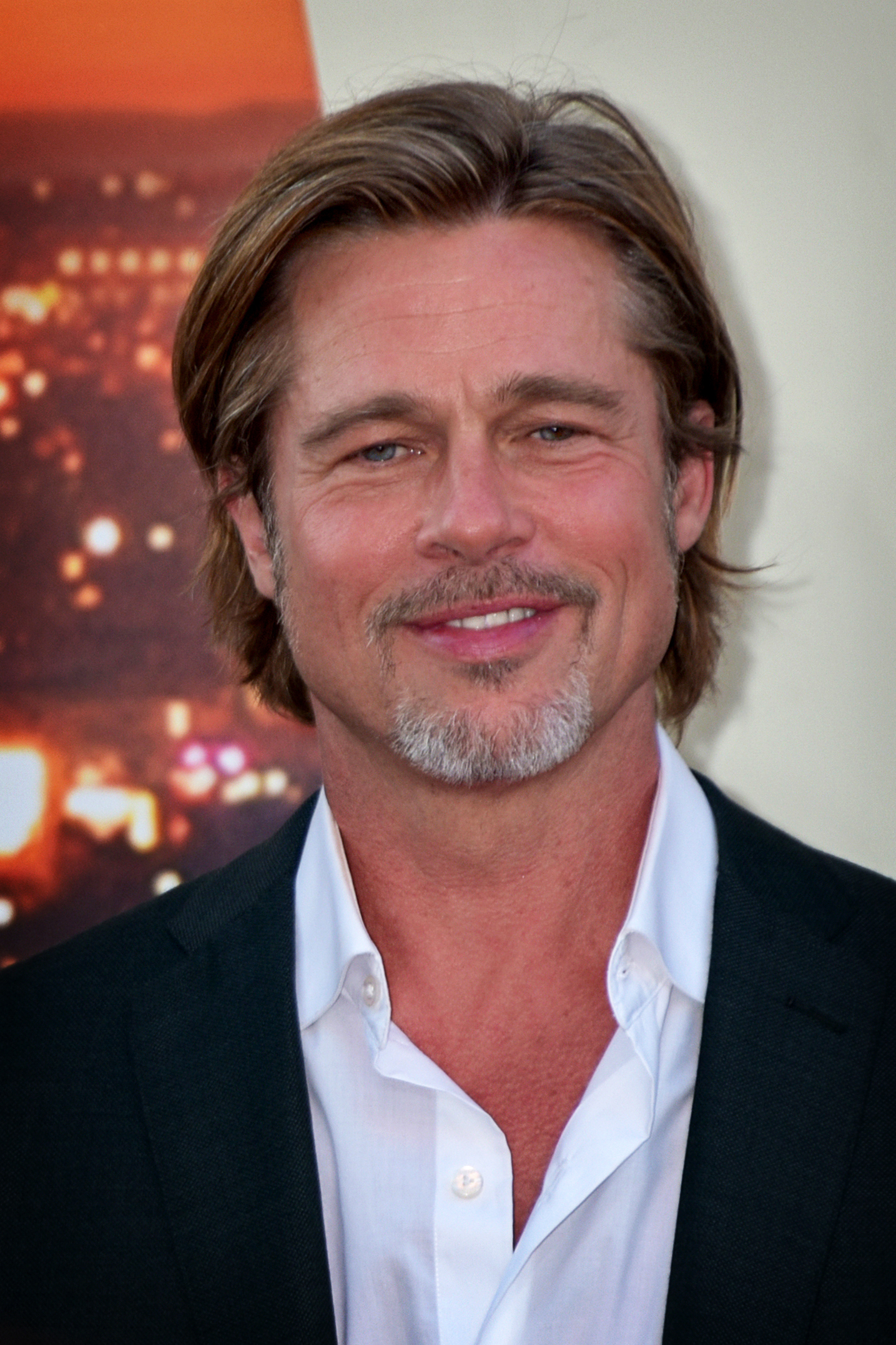
Brad Pitt, vítěz v kategorii nejlepší mužský herecký výkon ve vedlejší roli za výkon ve filmu Tenkrát v Hollywoodu

### Nejlepší film
Parazit
- Irčan
- Králíček Jojo
- Tenkrát v Hollywoodu
- Manželská historie

### Nejlepší režisér
Pong Čun-ho – Parazit
- Noah Baumbach – Manželská historie
- Quentin Tarantino – Tenkrát v Hollywoodu
- Martin Scorsese – Irčan
- Celine Sciamma – Portrét dívky v plamenech

### Nejlepší adaptovaný scénář
Greta Gerwig – Malé ženy
- Micah Fitzerman-Blue a Noah Harpster – A Beautiful Day in the Neighborhood
- Lorene Scafaria – Zlatokopky
- Taika Waititi – Králíček Jojo
- Steven Zaillian – Irčan

### Nejlepší původní scénář
Pong Čun-ho a Han Jin Won– Parazit
- Lulu Wang – Malá lež
- Rian Johnson – Na nože
- Noah Baumbach – Manželská historie
- Quentin Tarantino – Tenkrát v Hollywoodu

### Nejlepší herec v hlavní roli
Adam Driver jako Charlie Barber – Manželská historie
- Antonio Banderas jako Salvador Mallo – Bolest a sláva
- Joaquin Phoenix jako Arthur Fleck / Joker – Joker
- Eddie Murphy jako Rudy Ray Moore – Jmenuju se Dolemite
- Adam Sandler jako Howard Ratner – Drahokam

### Nejlepší herečka v hlavní roli
Lupita Nyong'o jako Adelaide Wilson / Red – My
- Awkwafina jako Billi Wang – Malá lež
- Renée Zellweger jako Judy Garland – Judy
- Scarlett Johansson jako Nicole Barber – Manželská historie
- Saoirse Ronan jako Josephine "Jo" March – Malé ženy

### Nejlepší herec ve vedlejší roli
Brad Pitt jako Cliff Booth – Tenkrát v Hollywoodu
- Tom Hanks jako Fred Rogers – A Beautiful Day in the Neighborhood
- Willem Dafoe jako Thomas Wake – Maják
- Al Pacino jako Jimmy Hoffa – Irčan
- Joe Pesci jako Russell Bufalino – Irčan

### Nejlepší herečka ve vedlejší roli
Florence Pughová jako Amy March – Malé ženy
- Annette Bening jako Dianne Feinstein – The Report
- Laura Dern jako Nora Fanshaw – Manželská historie
- Jennifer Lopez jako Ramona Vega – Zlatokopky
- Zhao Shuzhen jako Nai Nai – Malá lež

### Nejlepší dokument
Apollo 11
- Pro Samu
- Země Medu
- Maiden
- Národ jedináčků

### Nejlepší cizojazyčný film
Parazit (Jižní Korea)
- Atlantique (Senegal)
- Bolest a sláva (Španělsko)
- Portrét dívky v plamenech (Francie)

### Nejlepší animovaný film
Kde je moje tělo?
- Ledové království II
- Sněžný kluk
- Klaus
- Toy Story 4: Příběh hraček

### Nejlepší kamera
Roger Deakins – 1917
- Jorg Widmer – A Hidden Life
- Jarin Blaschke – Maják
- Robert Richardson – Tenkrát v Hollywoodu
- Claire Mathon – Portrét dívky v plamenech

### Nejlepší střih
Thelma Schoonmaker – Irčan
- Andrew Buckland a Michael McCusker – Le Mans '66
- Fred Raskin – Tenkrát v Hollywoodu
- Lee Smith – 1917
- Yang Jin-mo – Parazit

### Nejlepší obsazení – castingový režisér
Kathy Driscoll a Francine Maisler – Malé ženy
- Ellen Lewis – Irčan
- Douglas Maisel a Francine Maisler – Manželská historie
- Victoria Thomas Parasite – Tenkrát v Hollywoodu

## Speciální ocenění pro ženy

### Nejlepší režisérka
Celine Sciamma – Portrét dívky v plamenech
- Greta Gerwig – Malé ženy
- Marielle Heller – A Beautiful Day in the Neighborhood
- Lulu Wang – Malá lež
- Olivia Wildeová – Šprtky to chtěj taky

### Nejlepší scenáristka
Greta Gerwig – Malé ženy
- Emily Halpern, Sarah Haskins, Susanna Fogel a Katie Silberman – Šprtky to chtěj taky
- Lorene Scafaria – Zlatokopky
- Celine Sciamma – Portrét dívky v plamenech
- Lulu Wang – Malá lež

### Nejlepší animovaná ženská postava
Bo Peep, Annie Potts (Toy Story 4: Příběh hraček)
- Anna, Kristen Bellová (Ledové království II)
- Elsa, Idina Menzel (Ledové království II)
- Yi, Chloe Bennet (Sněžný kluk)

### Objev roku
Florence Pughová – Slunovrat, Malé ženy a Souboj s rodinou
- Awkwafina – Malá lež
- Jodie Turner-Smith – Queen & Slim

### Ocenění pro ženy ve filmovém průmyslu
Ava DuVernay za vytvoření ARRAY a oceňování žen ve filmu.
- Claire Mathon v oblasti kamery: Portrét dívky v plamenech a Atlantique
- Anna Serner (Swedish Film Inst) za její práci

## Speciální ocenění, které stojí za zmínku

### Nestárnoucí herečka
Zhao Shuzhen – Malá lež
- Helen Mirren – Dokonalá lež
- Maggie Smith – Panství Downton

### Největší věkový rozdíl mezi partnery ve filmu
The Public – Emilio Estevez (57) a Taylor Schilling (35) – 22letý věkový rozdíl
- Jmenuju se Dolemite – Eddie Murphy (58) a Da’Vine Joy Randolph (33) – 25letý věkový rozdíl
- Lucy In The Sky – Jon Hamm (48) a Zazie Beetz (28) –20letý věkový rozdíl

### Herečka, potřebující nového agenta
Anne Hathawayová – Podfukářky a Ticho před bouří
- Diane Keatonová a zbytek obsazení – Poms
- Kristen Stewart – Charlieho andílci a Seberg

### Nejodvážnější výkon
Aisling Franciosi – The Nightingale
- Jennifer Lopez – Zlatokopky
- Lupita Nyong’o – My
- Florence Pughová – Slunovrat
- Renee Zellwegger – Judy

### Remake nebo sequel, který neměl být natočený
Charlieho andílci
- Dumbo
- Lví král
- Muži v černém: Globální hrozba
- X-Men: Dark Phoenix

### Síň studu
HFPA za nezařazení některých žen do nominací v kategoriích předávání cen Zlatý glóbus
- Louis CK comeback turné The Beach Bum film
- Harvey Weinstein